# Pleurocerina chrysopyga
Pleurocerina chrysopyga är en tvåvingeart som beskrevs av Schneider 2010. Pleurocerina chrysopyga ingår i släktet Pleurocerina och familjen stekelflugor. Inga underarter finns listade i Catalogue of Life.